# Freni inibitori
I freni inibitori, nell'analisi della struttura psichica ereditata dal filosofo austriaco Sigmund Freud, sono le leggi morali presenti nel nostro subconscio. Queste leggi, assimilate dalla cultura di appartenenza, frenerebbero l'istinto di distruzione (rivolto verso sé o verso gli altri) chiamato da Freud thanatos o destrudo. A opporsi all'istinto di morte o distruzione, è quello dell'amore, da Freud chiamato eros. La sede delle pulsioni negative e positive risiede nell'inconscio.